# Josué Camargo Mendes
Josué Camargo Mendes (São Paulo, 17 de dezembro de 1919 – 4 de dezembro de 1991) foi um proeminente geólogo e paleontólogo brasileiro. 
Membro da Academia Brasileira de Ciências, foi um dos criadores do curso de Geologia da Universidade de São Paulo (USP) e o primeiro diretor do Instituto de Geociências. É um dos mais importantes paleontólogos brasileiros. Formou-se na primeira turma de História Natural da USP, em 1941.

## Biografia
Josué nasceu na cidade de São Paulo, em 1919, filho de João Baptista de Camargo Mendes e Ondina de Mello Camargo Mendes. Depois dos estudos pré-universitários, Josué ingressou no curso de Ciências Naturais, aos 20 anos, em 1938, na então Faculdade de Filosofia, Ciências e Letras, criada em conjunto com a Universidade de São Paulo, em 1934.
Logo em seu primeiro ano, devido ao seu desempenho como estudante e seu interesse em zoologia, tornou-se monitor da cadeira desta disciplina. Obteve a licenciatura e o bacharelado em Ciências Naturais em 1941. Por volta dessa época, ele já tinha se decidido por seguir a carreira acadêmica na ainda incipiente área de geologia e paleontologia da universidade, que na época era executada principalmente por profissionais da área da biologia.

## Carreira
Em 1941, ano de sua formatura, foi contratado como segundo assistente científico da cadeira de geologia e paleontologia por indicação do chefe da cátedra, o geólogo e vulcanólogo italiano Ottorino de Fiore di Cropani, da Universidade da Catânia, um dos vários professores estrangeiros contratados pela USP para organizar os cursos da recém-criada universidade. O professor Ottorino retornou à Itália, deixando Josué no lugar como professor de estratigrafia e paleontologia. Ele também assumiu o cargo de primeiro assistente do professor Luciano Jacques de Moraes, engenheiro de minas formado pela Escola de Minas de Ouro Preto e pesquisador do Serviço Geológico e Mineralógico do Brasil; do paleontólogo Kenneth E. Caster, da Universidade de Cornell, nos Estados Unidos e; do geólogo alemão da Universidade de Heidelberg, Viktor Leinz. Viktor Leinz foi o chefe da cadeira das disciplinas, mas antes de ser efetivado no cargo, todos os anteriores também passaram por ela.
Entre os anos de 1947 e 1948, Josué defendeu seu doutorado, sob a orientação do professor Luciano Jacques de Moraes, estudando os bivalves fósseis de Rio Claro, no estado de São Paulo. Foi durante os trabalhos de campo em Rio Claro para seu doutorado que Josué conheceu sua futura esposa, Yolanda Piccoli, com quem se casou e teve três filhos. Pouco antes da defesa, Josué fez um estágio de pós-doutorado no Serviço Geológico dos Estados Unidos, em Washington D.C., onde voltou sua pesquisa, principalmente, para os invertebrados marinhos de bacias paleozoicas brasileiras e o estudo da estratigrafia das camadas gondvânicas da bacia do Paraná.
A geologia nos Estados Unidos já era uma ciência há muito consolidada quando Josué fez seu pós-doutorado com o paleontólogo de invertebrados, James S. Williams e ao retornar ao Brasil fez cursos de extensão e se aprofundou na área como forma de trazer para a universidade o que pode aprender nos Estados Unidos. Em 1950, prestou concurso para professor livre-docente, cuja tese discorria sobre rochas do Permiano da bacia do Paraná e em 1956 tornou-se professor adjunto da cadeira de geologia e paleontologia, o penúltimo degrau da carreira de docente.
Com a separação das cadeiras de petrografia e mineralogia no departamento e a existência de um professor de paleontologia na instituição, a cadeira da disciplina foi também desmembrada e ocupada interinamente por Josué, até tornar-se professor emérito da instituição, em 1957, época em que também surgiu o Departamento de Geologia e Paleontologia. Josué então assumiu o ensino e a pesquisa de paleontologia no novo departamento até sua aposentadoria, em 1986.
Sob sua orientação, vários importantes pesquisadores brasileiros foram formados, sendo alguns deles Antonio Carlos Rocha-Campos, Mary Elizabeth Bernardes de Oliveira, Lélia Duarte da Silva Santos, Sergio Mezzalira, José Henrique Millan, Paulo Milton Barbosa Landim, Marília Regali e Oscar Rösler.
Em 1957, cria-se na Universidade de São Paulo o curso de formação de geólogos, curso que exigiu preparação de currículo, criação de novas disciplinas, contratação de professores, muitos deles do exterior. Josué foi fundamental para o estabelecimento do curso de geologia e sua experiência o levou a ser convidado pela Universidade Estadual de São Paulo a formular e organizar o curso de geologia da Faculdade de Filosofia, Ciências e Letras de Rio Claro.

## Últimos anos
Josué também foi fundamental para a reforma universitária da USP em 1969, que levou ao desmembramento da Faculdade de Filosofia, Ciências e Letras, levando à criação de uma nova unidade, o atual Instituto de Geociências. Josué foi o primeiro diretor do novo instituto, de 1970 a 1974, período em que o curso deixou o tradicional endereço da Alameda Glete para ser instalado na Cidade Universitária.
Foi eleito para um segundo termo como diretor do instituto em 1978, mas renunciou antes do término devido a desavenças políticas internas. Aposentou-se em 1986, retornando ao instituto com frequência. Foi um dos fundadores da Sociedade Brasileira de Paleontologia.

## Morte
Josué morreu em São Paulo, em 4 de dezembro de 1991, aos 71 anos, devido a um câncer.

## Legado
A Sociedade Brasileira de Paleontologia oferece o Prêmio Josué Camargo Mendes, o mais importante da paleontologia nacional conferido a estudantes de graduação e de pós-graduação de áreas correlatas. Ele foi instituído no XVI Congresso Brasileiro de Paleontologia, realizado na cidade de Crato, no Ceará, em agosto de 1999. Após uma interrupção de 16 anos, ele voltou a ser conferido aos estudantes que mais se destacam na área no XXIV Congresso Brasileiro de Paleontologia, novamente ocorrido na cidade de Crato, em 2015.

## Livros
Sabendo da carência de textos de referência em paleontologia e geologia no Brasil, Josué se dedicou à produção de textos para estudantes e docentes, alguns ainda sendo referências na área.
- Vocabulário Geológico, com Viktor Leinz (1951)
- Introdução à paleontologia geral (1960);
- Geologia do Brasil, com Setembrino Petri (1971);
- Paleontologia Geral (1977)
- Vida pre-histórica: evolução dos animais e vegetais no Brasil no decorrer do tempo geológico  (1977)
- Elementos de Estratigrafia (1984)